# Olivaea
Olivaea là một chi thực vật có hoa trong họ Cúc (Asteraceae).

## Loài
Chi Olivaea gồm các loài: